# اشک تمساح (مجموعه تلویزیونی)
اشک تمساح نام یک مجموعه تلویزیونی به کارگردانی احمد نجیب‌زاده است که در دهه فجر ۱۳۶۱ از شبکه ۱ پخش گردید. این سریال بعد ازپخش چند قسمت به دلیل اعتراضات توقیف شد.گفتگو با محمد هاشمی رئیس اسبق صداوسیما

## خلاصه داستان
مردی به نام «محمدعلی شاه‌دوست» که پیش از انقلاب، مدیرکل حسابداری وزارت دربار شاه بوده‌است از طرف ادارهٔ محل کارش، برای ادای برخی توضیحات احضار می‌شود. فرد احضارکننده که «فضایلی» نام دارد پیش از این، خود را با چند سخنرانی و مصاحبه مطبوعاتی، چهره‌ای انقلابی معرفی کرده‌است و توانسته به سرپرستی این سازمان دولتی منصوب شود. محمدعلی شاهدوست، به شدت از این احضار احساس نگرانی می کند اما سرانجام تصمیم می‌گیرد از مخفیگاه خود خارج شده  و به اداره مذکور برود و در آنجاست که متوجه می‌شود «پُست معاونت» به او داده شده‌است. این موضوع سبب نارضایتی افراد علاقمند به انقلاب شده و ماجراهایی را در پی دارد.

## بازیگران و عوامل تولید

### بازیگران
- کیومرث ملک‌مطیعی
- محمدعلی ورشوچی
- نعمت‌الله گرجی
- توران مهرزاد
- ولی شیراندامی
- منوچهر حامدی
- جمشید لایق
- روح‌انگیز مهتدی
- شهرام یکه‌تاز
- مظفر سلطانی
- حسین پرورش
- خسرو پیمان
- آزاده پورمختار
- علی سنجری
- مریم فرخ‌نیا

### عوامل تولید
- تدوینگر، نویسنده و کارگردان: احمد نجیب‌زاده
- تصویربردار: علی شوقیان، محمدعلی خیاطان، محمد کاظمی
- موسیقی: حسین فرهادپور
- تعداد قسمت‌ها: ۱۲ قسمت (۵۰۷ دقیقه)
- محصول: گروه فیلم و سریال شبکه ۱
- سال پخش: دهۀ فجر ۱۳۶۱